# فدراسیون فوتبال مغولستان

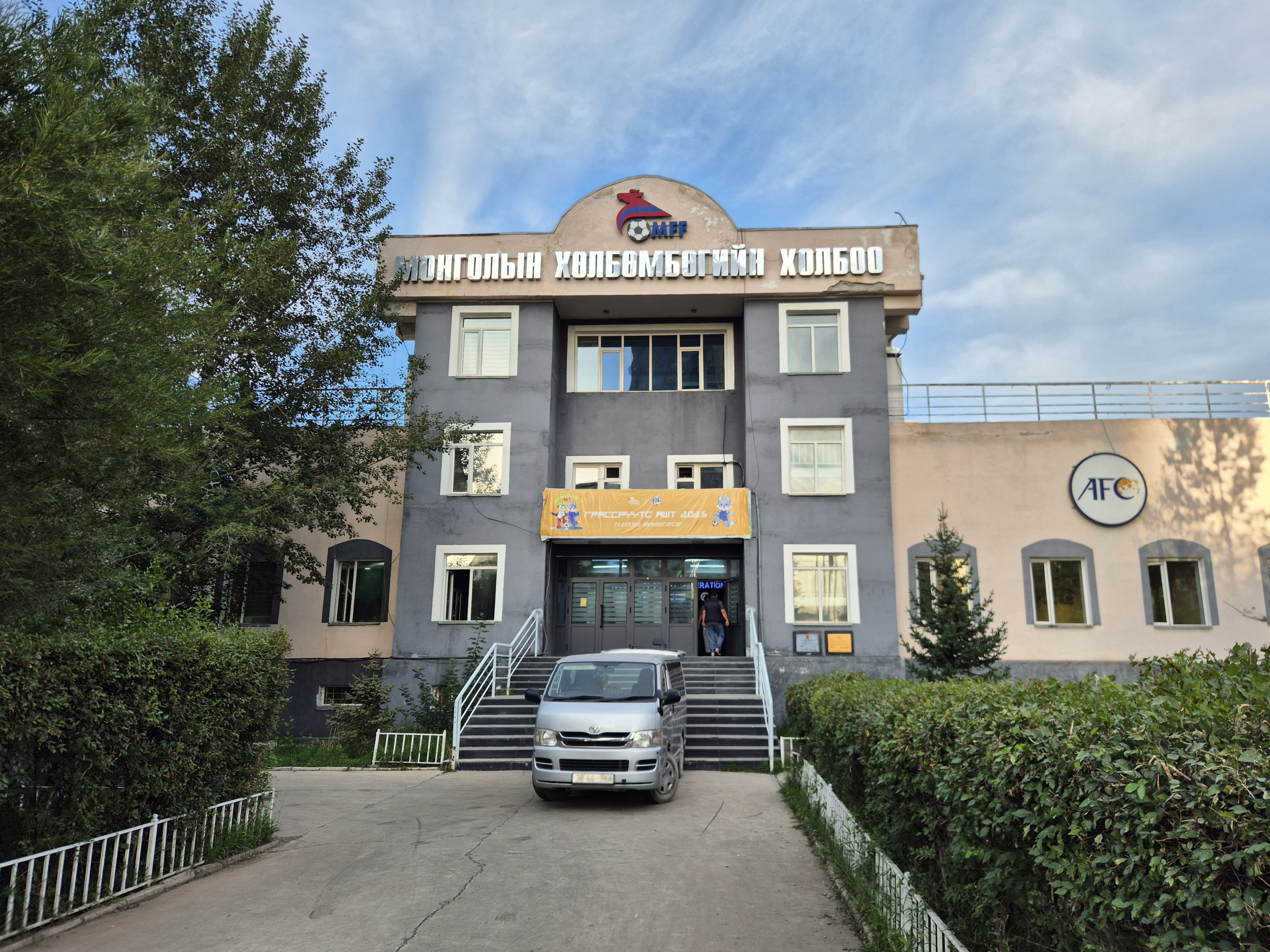
عکسی از ساختمان فدراسيون فوتبال مغولستان

فدراسیون فوتبال مغولستان نهاد اداره‌کنندهٔ فوتبال در مغولستان است. این نهاد در سال ۱۹۵۹ پایه‌گذاری شده و اکنون عضو کنفدراسیون فوتبال آسیا است. در حال حاضر ریاست این نهاد بر عهدهٔ رینتشینیام امارجارغال می‌باشد.